# Дацко Олеся Ігорівна
Олеся Ігорівна Дацко  (нар. 26 листопада 1977 року у Львові) — українська науковиця у галузі економічної безпеки, креативної економіки  та культурної політики, громадська діячка, докторка економічних наук.

## Біографія
Народилася у Львові у 1977 році. Вищу освіту здобула на товарознавчо-комерційному факультеті Львівської комерційної академії в 2000 році. З 2001 року працює у Львівській національній академії мистецтв, з 2004 року — на кафедрі менеджменту мистецтва.

## Наукова діяльність
У 2010 році в Інституті регіональних досліджень НАН України під науковим керівництвом д.е.н., професорки Надії Мікули захистила дисертацію на здобуття наукового ступеня кандидата економічних наук за спеціальністю «Розвиток продуктивних сил та регіональна економіка» на тему «Організаційно-економічне забезпечення формування міжрегіональних кластерів народних текстильних промислів».
У 2011 році у Львівській комерційній академії Укоопспілки під науковим керівництвом к.т.н., доцента Івана Галика захистила дисертацію на здобуття наукового ступеня кандидата технічних наук з товарознавства на тему «Використання натуральних барвників для розширення асортименту та підвищення якості текстильних матеріалів».
У 2014 році отримала наукове звання доцента. У 2015 році закінчила докторантуру Національного інституту стратегічних досліджень.
У 2021 році у Львівському торговельно-економічному університеті під науковим керівництвом д.е.н., професора Анатолія Мокія захистила дисертацію на здобуття наукового ступеня доктора економічних наук за спеціальністю «Економіка та управління національним господарством» на тему «Забезпечення економічної безпеки України: соціально-гуманітарний вимір». 29 червня 2021 року Міністерство освіти і науки України наказом № 735 затвердило рішення спеціалізованої вченої ради про присудження Олесі Дацко наукового ступеня доктора економічних наук.
Є авторкою більше ста наукових і науково-методичних публікацій, статей та монографій.

## Громадська діяльність
Є членкинею таких громадських організацій як «Народна дія Львів», «Центр суспільних інновацій», «Обнова», «Реформи разом» та благодійного фонду «Ми - єдина родина».  
Членкіня Громадської ради при Львівській обласній державній адміністрації з 2015 по 2021 роки. Була  членкинею  комісії культури,  національностей та релігій, внутрішньої та інформаційної політики, е-управління та е-демократії, проблемних забудов. З 2015 по 2019 роки була заступницею голови ради.
Секретарка Науково-методичної підкомісії зі спеціальності «Менеджмент соціокультурної діяльності» сектору вищої освіти Науково-методичної ради Міністерства освіти і науки України з 2019 року.